# Cardiocladius esakii
Cardiocladius esakii är en tvåvingeart som beskrevs av Tokunaga 1939. Cardiocladius esakii ingår i släktet Cardiocladius och familjen fjädermyggor. Inga underarter finns listade i Catalogue of Life.